# ČD-Baureihe 811 (1997)
Die Triebwagen der Baureihe 811 der Tschechischen Eisenbahnen (ČD) waren zweiachsige Dieseltriebwagen für den Regionalverkehr. Die beiden Prototypen bildeten die Grundlagen für die Baureihe 812 und später die Baureihe 814.
1994 wurde durch die tschechischen Eisenbahnen der Auftrag erteilt, die 810er in Puncto Zuverlässigkeit, Wirtschaftlichkeit und im Reisekomfort zu verbessern. Bis 1997 entstanden bei Pars Nova in Šumperk zwei Triebwagen und drei Beiwagen.
Die Triebwagen wurden unter den Nummern 082 und 494 eingereiht. 811 082 wurde 2020 verschrottet, 811 494 wurde 2012 zu 814 198 umgebaut.